# Tuffi ai Giochi della IX Olimpiade - Piattaforma maschile
La competizione del piattaforma maschile  di tuffi ai Giochi della IX Olimpiade si tenne il giorno 11 agosto 1928 al Olympic Sports Park Swim Stadium di Amsterdam

## Risultati

### Turno eliminatorio
I primi tre in ogni gruppo avanzarono alla finale. Otto tuffi. Quattro obbligatori, due dalla piattaforma da 5 metri e due da 10 metri. Quattro liberi a scelta da 5 o 10 metri.
| Pos. | Atleta               | Nazione       | Giudici                | Giudici                | Giudici              | Giudici              | Giudici              | Giudici              | Giudici                  | Giudici                  | Giudici              | Giudici              | Punti Ordinali       | Media Punti          |
| Pos. | Atleta               | Nazione       | Stati Uniti (bandiera) | Stati Uniti (bandiera) | Germania (bandiera)  | Germania (bandiera)  | Austria (bandiera)   | Austria (bandiera)   | Gran Bretagna (bandiera) | Gran Bretagna (bandiera) | Svezia (bandiera)    | Svezia (bandiera)    | Punti Ordinali       | Media Punti          |
| Pos. | Atleta               | Nazione       | PO                     | PT                     | PO                   | PT                   | PO                   | PT                   | PO                       | PT                       | PO                   | PT                   | Punti Ordinali       | Media Punti          |
| ---- | -------------------- | ------------- | ---------------------- | ---------------------- | -------------------- | -------------------- | -------------------- | -------------------- | ------------------------ | ------------------------ | -------------------- | -------------------- | -------------------- | -------------------- |
| 1    | Walter Colbath       | Stati Uniti   | 1                      | 92,4                   | 1                    | 89,6                 | 1                    | 92,4                 | 1                        | 90,5                     | 1                    | 93,5                 | 5                    | 91,68                |
| 2    | Reggie Knight        | Gran Bretagna | 3                      | 81,0                   | 3                    | 82,0                 | 3                    | 82,8                 | 2                        | 87,7                     | 3                    | 83,9                 | 14                   | 83,48                |
| 3    | Karl Schumm          | Germania      | 2                      | 81,4                   | 2                    | 85,5                 | 2                    | 84,8                 | 4                        | 80,4                     | 4                    | 75,1                 | 14                   | 81,44                |
| 4    | Helge Öberg          | Svezia        | 4                      | 75,3                   | 4                    | 80,5                 | 4                    | 77,1                 | 3                        | 81,5                     | 2                    | 87,4                 | 17                   | 80,36                |
| 5    | Armand Billard       | Francia       | 5                      | 67,2                   | 5                    | 72,8                 | 5                    | 67,8                 | 5                        | 68,5                     | 5                    | 63,5                 | 25                   | 67,96                |
| 6    | Abdel Moneim Mokhtar | Egitto        | 6                      | 60,1                   | 7                    | 57,7                 | 6                    | 64,6                 | 6                        | 56,4                     | 6                    | 56,9                 | 31                   | 59,14                |
| 7    | Harry Morris         | Australia     | 7                      | 47,5                   | 6                    | 58,3                 | 7                    | 53,8                 | 7                        | 53,0                     | 7                    | 54,5                 | 34                   | 53,42                |
| 8    | Emanuel Davidson     | Paesi Bassi   | 8                      | 46,9                   | 8                    | 44,0                 | 8                    | 45,8                 | 8                        | 48,6                     | 8                    | 46,7                 | 40                   | 46,4                 |
| DNF  | Luigi Cangiullo      | Italia        | Ritirato al 6° tuffo   | Ritirato al 6° tuffo   | Ritirato al 6° tuffo | Ritirato al 6° tuffo | Ritirato al 6° tuffo | Ritirato al 6° tuffo | Ritirato al 6° tuffo     | Ritirato al 6° tuffo     | Ritirato al 6° tuffo | Ritirato al 6° tuffo | Ritirato al 6° tuffo | Ritirato al 6° tuffo |

| Pos. | Atleta           | Nazione       | Giudici                | Giudici                | Giudici             | Giudici             | Giudici            | Giudici            | Giudici                  | Giudici                  | Giudici           | Giudici           | Punti Ordinali | Media Punti |
| Pos. | Atleta           | Nazione       | Stati Uniti (bandiera) | Stati Uniti (bandiera) | Germania (bandiera) | Germania (bandiera) | Austria (bandiera) | Austria (bandiera) | Gran Bretagna (bandiera) | Gran Bretagna (bandiera) | Svezia (bandiera) | Svezia (bandiera) | Punti Ordinali | Media Punti |
| Pos. | Atleta           | Nazione       | PO                     | PT                     | PO                  | PT                  | PO                 | PT                 | PO                       | PT                       | PO                | PT                | Punti Ordinali | Media Punti |
| ---- | ---------------- | ------------- | ---------------------- | ---------------------- | ------------------- | ------------------- | ------------------ | ------------------ | ------------------------ | ------------------------ | ----------------- | ----------------- | -------------- | ----------- |
| 1    | Farid Simaika    | Egitto        | 1                      | 107,6                  | 1                   | 105,4               | 2                  | 98,6               | 1                        | 102,7                    | 1                 | 97,6              | 6              | 102,38      |
| 2    | Michael Galitzen | Stati Uniti   | 2                      | 99,7                   | 2                   | 98,4                | 1                  | 99,0               | 2                        | 100,4                    | 2                 | 95,3              | 9              | 98,56       |
| 3    | Julius Rehborn   | Germania      | 3                      | 84,7                   | 3                   | 87,4                | 3                  | 86,2               | 3                        | 81,8                     | 3                 | 77,2              | 15             | 83,46       |
| 4    | Eugène Lenormand | Francia       | 4                      | 77,3                   | 4                   | 79,4                | 6                  | 70,4               | 5                        | 69,4                     | 5                 | 74,1              | 24             | 74,12       |
| 5    | Eugen Ahnström   | Svezia        | 5                      | 69,9                   | 5                   | 75,7                | 5                  | 73,9               | 6                        | 69,3                     | 4                 | 76,6              | 25             | 73,08       |
| 6    | Josef Staudinger | Austria       | 6                      | 68,5                   | 6                   | 73,8                | 4                  | 76,5               | 4                        | 74,9                     | 6                 | 72,9              | 26             | 73,32       |
| 7    | Thomas Mather    | Gran Bretagna | 7                      | 55,4                   | 7                   | 53,2                | 7                  | 50,9               | 7                        | 58,0                     | 7                 | 58,0              | 35             | 55,10       |

| Pos. | Atleta             | Nazione       | Giudici                | Giudici                | Giudici             | Giudici             | Giudici            | Giudici            | Giudici                  | Giudici                  | Giudici           | Giudici           | Punti Ordinali | Media Punti |
| Pos. | Atleta             | Nazione       | Stati Uniti (bandiera) | Stati Uniti (bandiera) | Germania (bandiera) | Germania (bandiera) | Austria (bandiera) | Austria (bandiera) | Gran Bretagna (bandiera) | Gran Bretagna (bandiera) | Svezia (bandiera) | Svezia (bandiera) | Punti Ordinali | Media Punti |
| Pos. | Atleta             | Nazione       | PO                     | PT                     | PO                  | PT                  | PO                 | PT                 | PO                       | PT                       | PO                | PT                | Punti Ordinali | Media Punti |
| ---- | ------------------ | ------------- | ---------------------- | ---------------------- | ------------------- | ------------------- | ------------------ | ------------------ | ------------------------ | ------------------------ | ----------------- | ----------------- | -------------- | ----------- |
| 1    | Pete Desjardins    | Stati Uniti   | 1                      | 101,0                  | 1                   | 103,7               | 1                  | 102,9              | 1                        | 107,2                    | 1                 | 107,8             | 5              | 104,52      |
| 2    | Ewald Riebschläger | Germania      | 2                      | 87,2                   | 2                   | 81,9                | 3                  | 78,6               | 2                        | 82,3                     | 2                 | 79,9              | 11             | 81,98       |
| 3    | Alfred Phillips    | Canada        | 3                      | 76,5                   | 3                   | 80,7                | 2                  | 79,7               | 3                        | 75,8                     | 3                 | 79,4              | 14             | 78,42       |
| 4    | Yrjö Lampila       | Finlandia     | 4                      | 74,5                   | 4                   | 72,1                | 4                  | 69,8               | 5                        | 71,1                     | 4                 | 74,2              | 21             | 72,34       |
| 5    | William Burne      | Gran Bretagna | 5                      | 73,3                   | 6                   | 68,0                | 5                  | 68,7               | 4                        | 74,2                     | 5                 | 71,8              | 25             | 71,20       |
| 6    | Henk Lotgering     | Paesi Bassi   | 6                      | 66,6                   | 5                   | 70,8                | 6                  | 65,6               | 8                        | 56,1                     | 8                 | 56,3              | 33             | 63,08       |
| 7    | Gösta Horn         | Svezia        | 7                      | 61,5                   | 7                   | 63,7                | 8                  | 64,0               | 7                        | 58,6                     | 6                 | 71,4              | 35             | 63,84       |
| 8    | Ezio Selva         | Italia        | 8                      | 54,1                   | 8                   | 60,4                | 7                  | 65,2               | 6                        | 65,4                     | 7                 | 63,5              | 36             | 61,72       |

### Finale
Otto tuffi. Quattro obbligatori, due dalla piattaforma da 5 metri e due da 10 metri. Quattro liberi a scelta da 5 o 10 metri.
| Pos.    | Atleta             | Nazione       | Giudici                | Giudici                | Giudici             | Giudici             | Giudici            | Giudici            | Giudici                  | Giudici                  | Giudici           | Giudici           | Punti Ordinali | Media Punti |
| Pos.    | Atleta             | Nazione       | Stati Uniti (bandiera) | Stati Uniti (bandiera) | Germania (bandiera) | Germania (bandiera) | Austria (bandiera) | Austria (bandiera) | Gran Bretagna (bandiera) | Gran Bretagna (bandiera) | Svezia (bandiera) | Svezia (bandiera) | Punti Ordinali | Media Punti |
| Pos.    | Atleta             | Nazione       | PO                     | PT                     | PO                  | PT                  | PO                 | PT                 | PO                       | PT                       | PO                | PT                | Punti Ordinali | Media Punti |
| ------- | ------------------ | ------------- | ---------------------- | ---------------------- | ------------------- | ------------------- | ------------------ | ------------------ | ------------------------ | ------------------------ | ----------------- | ----------------- | -------------- | ----------- |
| Oro     | Pete Desjardins    | Stati Uniti   | 2                      | 91,6                   | 1                   | 99,6                | 1                  | 102                | 1                        | 98,9                     | 1                 | 101,6             | 6              | 98,74       |
| Argento | Farid Simaika      | Egitto        | 1                      | 105,3                  | 2                   | 98,3                | 2                  | 98,2               | 2                        | 97,6                     | 2                 | 98,5              | 9              | 99,58       |
| Bronzo  | Michael Galitzen   | Stati Uniti   | 3                      | 89,2                   | 3                   | 90,4                | 3                  | 94,1               | 3                        | 95,2                     | 3                 | 92,8              | 15             | 92,34       |
| 4       | Walter Colbath     | Stati Uniti   | 4                      | 85,8                   | 5                   | 84,0                | 4                  | 86,8               | 4                        | 82,6                     | 4                 | 89,7              | 21             | 85,78       |
| 5       | Ewald Riebschläger | Germania      | 5                      | 82,7                   | 4                   | 87,6                | 6                  | 81,5               | 5                        | 80,2                     | 7                 | 80,2              | 27             | 82,44       |
| 6       | Karl Schumm        | Germania      | 6                      | 77,0                   | 6                   | 81,3                | 5                  | 83,4               | 6                        | 78,1                     | 5                 | 82,9              | 28             | 80,54       |
| 7       | Alfred Phillips    | Canada        | 7                      | 76,0                   | 7                   | 79,4                | 7                  | 77,5               | 8                        | 73,1                     | 6                 | 80,3              | 35             | 77,26       |
| 8       | Reggie Knight      | Gran Bretagna | 9                      | 66,6                   | 9                   | 66,7                | 8                  | 73,3               | 7                        | 76,3                     | 8                 | 78,2              | 41             | 72,22       |
| 9       | Julius Rehborn     | Germania      | 8                      | 68,5                   | 8                   | 70,5                | 9                  | 65,7               | 9                        | 65,5                     | 9                 | 68,7              | 43             | 67,78       |